# Springboard International Records
Springboard International Records was een Amerikaans platenlabel waarop budget-platen (opnieuw) uitkwamen. Het label was actief in de jaren zeventig.
Springboard was gevestigd in Los Angeles en had verschillende sublabels: Buckboard Records, Catalyst Records, Happy Tunes, Mistletoe Records, TVP Records, Trip Records en Up Front Records. Vanaf 1976 ging Springboard platen uitbrengen uit de catalogus van Scepter Records (en daarmee ook Citation Records), dat het label had overgenomen van Florence Greenberg. 
Op Springboard kwamen vooral platen uit in de genres popmuziek, rockmuziek en soul. Het sublabel Buckboard was voornamelijk gereserveerd voor country-platen, Catalyst Records voor jazz, Happy Tunes voor kinderplaten en Mistletoe Records voor kerstplaten. Op Up Front verschenen veel jazzplaten. 
Het label is later failliet gegaan.